# К2 (фільм)
«К2-Гранична висота» — кінофільм 1991 року про двох друзів, які вирішили скорити другу за висотою гірську вершину у світі — К2.
В головних ролях — Майкл Бін та Метт Крейвен.

## Сюжет
Двом друзям-альпіністам у результаті певного збігу обставин випадає унікальний, можливо, єдиний у житті, шанс здійснити заповітну мрію — скорити вершину другої за висотою, але напевно першої — за примхливим і жорстоким характером, гори.